# Psilanteris reticulata
Psilanteris reticulata är en stekelart som först beskrevs av Fouts 1926.  Psilanteris reticulata ingår i släktet Psilanteris och familjen Scelionidae. Inga underarter finns listade i Catalogue of Life.